# 丹麥的多羅特婭 (1546-1617)
丹麥的多羅特婭（丹麥語：Dorothea af Danmark，1546年6月29日—1617年1月6日），不倫瑞克-呂訥堡公爵夫人，丹麥國王克里斯蒂安三世的女兒。

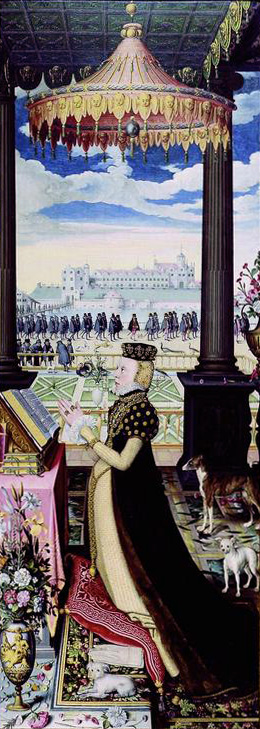

## 家庭
1561年，多羅特婭和不倫瑞克-呂訥堡公爵年輕者威廉結婚，兩人共有5子4女：
1. 索菲（1563年—1639年）
2. 恩斯特（1564年—1611年）
3. 克里斯蒂安（1566年—1633年）
4. 奧古斯特（1568年—1636年）
5. 多羅特婭（英语：Dorothea of Brunswick-Lüneburg）（1570年—1649年）
6. 瑪格麗特（1573年—1643年）
7. 腓特烈（1574年—1648年）
8. 格奧爾格（1582年—1641年）
9. 希比爾（1584年—1652年）